# Henry Travers
Pour les articles homonymes, voir Travers.

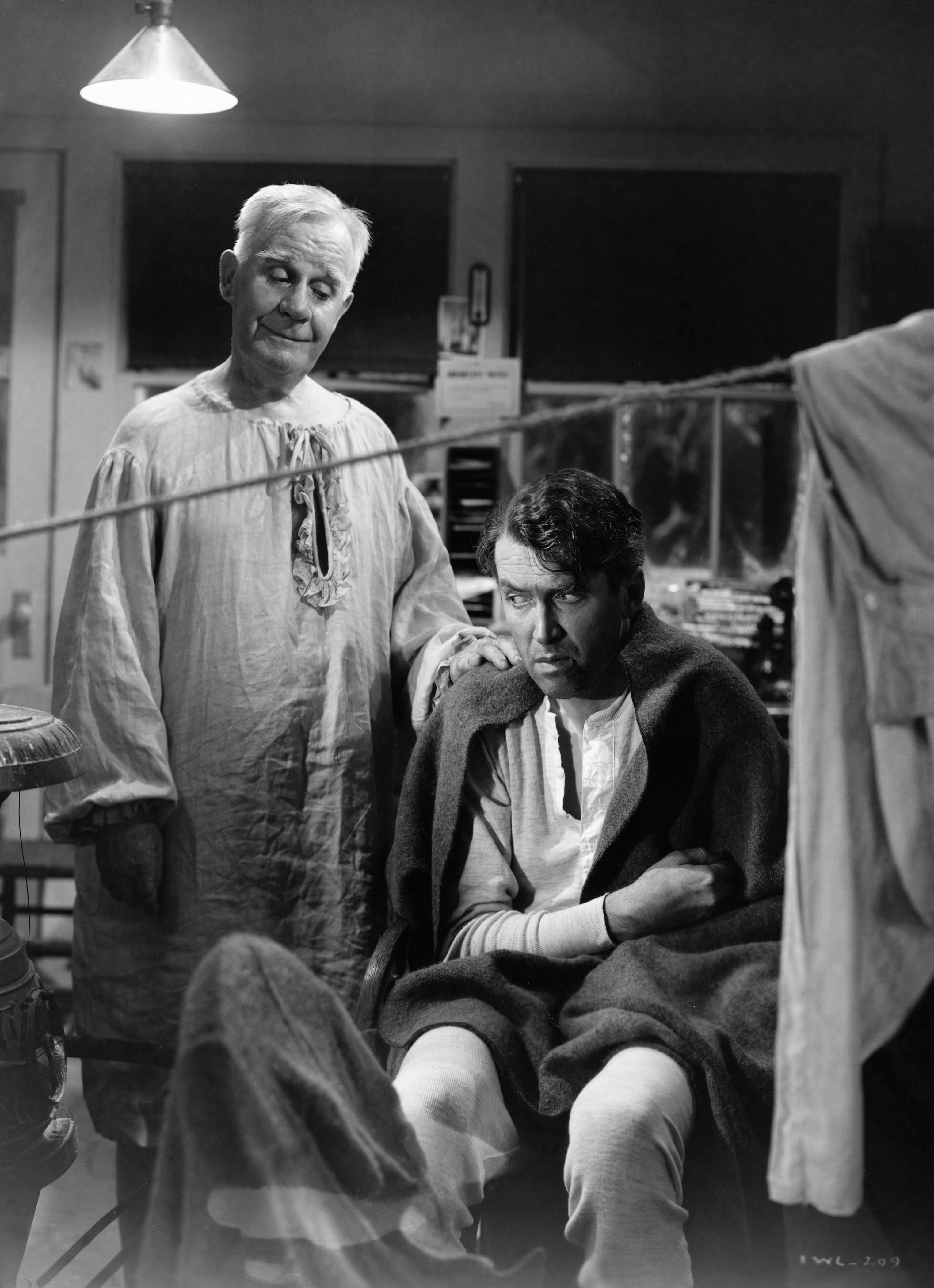
Henry Travers et James Stewart dans La vie est belle

Henry Travers est un acteur britannique né le 5 mars 1874 à Prudhoe (Royaume-Uni), mort le 18 octobre 1965 à Hollywood (Californie). Son rôle le plus marquant fut celui de l'ange Clarence Odbody dans La vie est belle.

## Filmographie
- 1933 : Une soirée à Vienne (Reunion in Vienna) : Father Krug
- 1933 : Another Language : Pop Hallam
- 1933 : My Weakness : Ellery Gregory
- 1933 : L'Homme invisible (The Invisible Man) : Dr Cranley
- 1934 : La mort prend des vacances (Death Takes a Holiday) : Baron Cesarea
- 1934 : Born to Be Bad : Fuzzy
- 1934 : The Party's Over : Theodore
- 1934 : Ready for Love (en) de Marion Gering : Judge Pickett
- 1935 : Maybe It's Love (en) de William C. McGann : Mr. Woodrow Halevy
- 1935 : Chronique mondaine (After Office Hours) : Cap
- 1935 : Captain Hurricane : Captain Ben
- 1935 : Ultime Forfait (Four Hours to Kill!) de Mitchell Leisen : Mac Mason
- 1935 : La Femme au masque (Escapade) : Concierge
- 1935 : Poursuite (Pursuit), d'Edwin L. Marin : Thomas 'Tom' Reynolds
- 1935 : Seven Keys to Baldpate : Adlebert 'Lem' Peters VII, aka Hermie the Hermit
- 1936 : Enfants abandonnés (Too Many Parents) de Robert F. McGowan : Wilkins
- 1938 : Nuits de bal (The Sisters) : Ned Elliott
- 1939 : Le Châtiment (You Can't Get Away with Murder) : Pop, Sing Sing Librarian
- 1939 : Les Conquérants (Dodge City) : Dr Irving
- 1939 : Victoire sur la nuit (Dark victory) : Dr Parsons
- 1939 : On Borrowed Time : Dr James Evans
- 1939 : Stanley et Livingstone (Stanley and Livingstone) : John Kingsley
- 1939 : La Mousson (The Rains Came) de Clarence Brown : Reverend Homer Smiley
- 1939 : Remember? : Judge Milliken
- 1940 : Le Lys du ruisseau (Primrose Path) de Gregory La Cava : Gramp
- 1940 : La Vie de Thomas Edison (Edison, the Man) de Clarence Brown : Ben Els
- 1940 : Anne of Windy Poplars : Matey
- 1940 : Wyoming : Sheriff
- 1941 : La Grande Évasion (High Sierra) : Pa Goodhue
- 1941 : Son patron et son matelot (A Girl, a Guy, and a Gob) : Abel Martin
- 1941 : The Bad Man : Mr. Jasper Hardy
- 1941 : I'll Wait for You : Mr. Miller
- 1941 : Boule de feu (Ball of Fire) : Prof. Jerome (History)
- 1942 : Madame Miniver (Mrs. Miniver) : Mr. Ballard
- 1942 : Pierre of the Plains : Mr. Wellsby
- 1942 : Prisonniers du passé (Random Harvest) : Dr Sims
- 1943 : L'Ombre d'un doute (Shadow of a Doubt) : Joseph Newton
- 1943 : La Nuit sans lune (The Moon Is Down) : Mayor Orden
- 1943 : Madame Curie : Eugene Curie
- 1944 : Pas un n'échappera (None Shall Escape) : Father Warecki
- 1944 : Les Fils du dragon (Dragon Seed) de Jack Conway et Harold S. Bucquet : Third Cousin
- 1944 : The Very Thought of You : Pop Wheeler
- 1945 : Frisson d'amour (Thrill of a Romance) : Hobart Glenn
- 1945 : Show Boat en furie (The Naughty Nineties), de Jean Yarbrough : Capt. Sam Jackson
- 1945 : Les Cloches de Sainte-Marie (The Bells of St. Mary's) : Horace P. Bogardus
- 1946 : Ses premières ailes (Gallant Journey) William A. Wellman : Thomas Logan
- 1946 : Jody et le Faon (The Yearling) : Mr. Boyles
- 1946 : La vie est belle (It's a Wonderful Life) : Clarence
- 1947 : L'Homme que j'ai choisi (The Flame), de John H. Auer : Dr Mitchell
- 1948 : Retour sans espoir (Beyond Glory) : Pop Dewing
- 1949 : The Accused : Blakely, Romley's assistant
- 1949 : Vénus devant ses juges (The Girl from Jones Beach) de Peter Godfrey : Judge Bullfinch

## Distinction

### Nomination
15e cérémonie des Oscars